# Kerkeosiris
Kerkeosiris (Κερκεοσιρις) was een dorp gelegen in het zuiden van de Fayumvallei in Egypte. In de site zelf zijn geen bewaarde payrusrollen gevonden, maar er zijn wel meerdere rollen over en gericht aan Kerkeosiris gevonden in Tebtunis. Van deze papyri zijn er 156 uitgegeven, waarop 200 documenten waren geschreven.

## Papyri
Het overgrote deel van de rollen maken deel uit van een afgedankt deel van het archief van Menches, de gemeentesecretaris van Kerkeosiris. Deze rollen maakten elk drie periodes door:

### Eerste periode
Tijdens deze periode, begonnen voor 119 v.C. en geëindigd na 110 v.C., werden de rollen gebruikt in het archief van de gemeentesecretarissen van Kerkeosiris. De archieven zijn dan ook vernoemd naar een van die secretarissen, namelijk Menches. De papyri bestaan uit o.a.:
- briefwisselingen tussen superieuren en hun ondergeschikten.
- landregisters, dit zijn documenten die het resultaat zijn van twee jaarlijkse opmetingen van landbouwgrond, de begroeiing ervan en hun eigenaars.
- officiële staten, documenten waarin bijgehouden werd hoeveel belastingen en huur de lokale boeren hebben betaald, gesorteerd op naam of dag.
- documenten voor intern gebruik, zoals rapporten geschreven door Menches, kladversies en kopieën en officiële brieven aan Menches. Deze waren vaak al geschreven op kladbladen.
- aangiften door de burgers van diefstal, fysiek geweld en andere misdrijven.

Deze periode is onderverdeeld in 3 fases:
1. Voor augustus 119 v.C.: Menches' proeftermijn begon vermoedelijk in 120 v.C. en hij werkte toen nog samen met zijn voorganger. Uit deze periode blijven 11 documenten over.
2. Augustus 119 v.C. tot 111/110 v.C.: Uit deze periode blijven de meeste documenten over. Tijdens deze periode was Menches gemeentesecretaris van Kerkeosiris. Vooral uit de periode 115-112 v.C. blijven veel documenten over.
3. 111/110 tot maart/april 105 v.C.: In de jaren 111 en 110 v.C. deelde de Menches zijn functie met Polemon, misschien zijn neef of broer. Deze zou hem kort daarna opvolgen. Uit deze periode blijven slechts 4 documenten.

### Tweede periode
De tweede periode die deze papyri hebben door gemaakt was van 105 v.C. tot 99 v.C. in deze periode werden de afgedankte papyri van het archief hergebruikt door privé personen, waarschijnlijk door een familie. Een van de belangrijkste personen vernoemd in deze teksten is Akousilaos, naar wie dit archief is vernoemd.

### Derde periode
Tijdens de derde periode, na 9 v.C., werden de documenten uit de eerste en tweede periode gebruikt om krokodillen te mummificeren. De documenten zijn gevonden, verspreid over 21 krokodillen in 3 tombes.